# 墮落論
《墮落論》，是日本文學家坂口安吾在1946年（昭和21年）發表的隨筆，對於日本在二戰後混亂社會的道德與價值觀提出評論。

## 概要
坂口安吾認為人們內心皆有「希望美麗的事物在美麗的當下劃下句點」的強烈傾向，因此幕府才會執意處死四十七浪士，因為只要死亡了，就不會叛變，以及能夠永遠保持忠義的形象。同理，人們規定烈士的妻子不能改嫁，或是美麗的女子選擇在年輕時自殺，抑或是社會選擇殺死處女，還加以讚揚，就是因為每個人，甚至是女人自己都深知女人心易變，美貌易逝，難以永保貞節，才會出現這樣的規定及舉動。
政治家們熟知人們這樣的性格，因此制定了武士道來防堵人心的弱點。若是不存在武士道，日人根本不會堅持復仇之道，反而會與昨日之敵成為朋友；也不會為了不可成為俘虜的規範，而奮戰到底。天皇制也是相同概念下的產物，百姓利用天皇來當作藉口，逃避許多責任，不願做出選擇，而政治家及真正的掌權者則利用這點，透過天皇控制人心，人們膜拜天皇，雖是膜拜荒謬可笑之物，卻等同於承認了掌權者的威權。人們因熟知自己的本性而制定出規則限制自己，這樣反覆的過程造就了日本的歷史，而歷史意志給予的龐大壓力成了引發日本參加第二次世界大戰的主因。
戰後，道德敗壞，武士道破滅，烈士的妻子有了新的心上人，人們在廢墟中求生存，卻坦然臣服於命運，討論著剩下那些家當或行李，甚至十來歲的女孩臉上也會露出燦笑，面對殘破不堪的都市及屍體也無多費心思在意，特攻隊淪落到黑市做生意。坂口安吾認為這是種空虛的美感，人性已經墮落，而且無法阻止，不過真正的生活就是從這些地方開始，因為大家並沒有改變，只是回歸人性，踏實地活著。
但是，坂口安吾認為人們太脆弱，無法承受永遠的墮落，因此人們必須在墮落中殺死自己內心的處女，找到屬於自己的武士道與天皇，才能在永無止境，如地獄般黑暗的墮落中找到救贖。

## 外部連結
- 坂口安吾の「堕落論」――スペイン語翻訳のために――
- 『墮落論』：新字新仮名 - 青空文庫（日語）